# Filippo Soffici
Filippo Soffici, né le 9 février 1970 à Florence, est un rameur d'aviron italien. 

## Carrière
Filippo Soffici participe aux Jeux olympiques d'été de 1992 à Barcelone et remporte la médaille de bronze en quatre de couple avec Gianluca Farina, Rossano Galtarossa et Alessandro Corona.